# Partit Algerià per la Democràcia i el Socialisme
El Partit Algerià per la Democràcia i el Socialisme (francès: Parti Algérien pour la Démocratie et le Socialisme; àrab: الحزب الجزائري من أجل الديمقراطية والاشتراكية, al-Ḥizb al-Jazāʾirī min ajl ad-Dīmuqrāṭiyya wa-l-Ixtirākiyya) és un partit polític d'Algèria, format l'any 1993 per antics membres del partit socialista Ettehadi. El PADS publica Le Lien des Ouvriers et des Paysans (El Lligam dels Obrers i Camperols).